# Deutsche Feldpost bis 1918
Dieser Artikel behandelt die Feldpost in den deutschen Gebieten bis 1918.

## Historische Feldpost in Deutschland

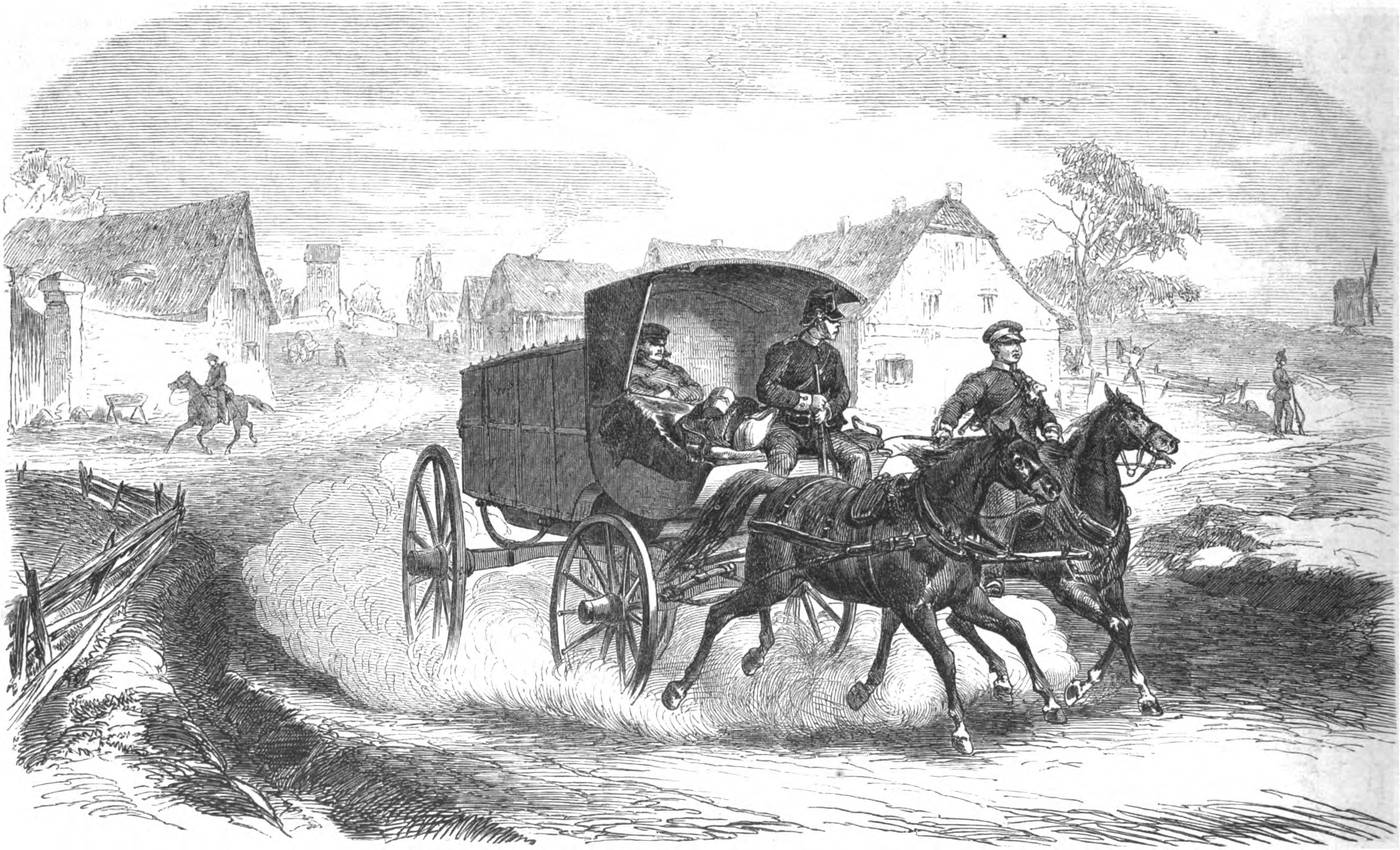
Preußische Feldpost, 1866

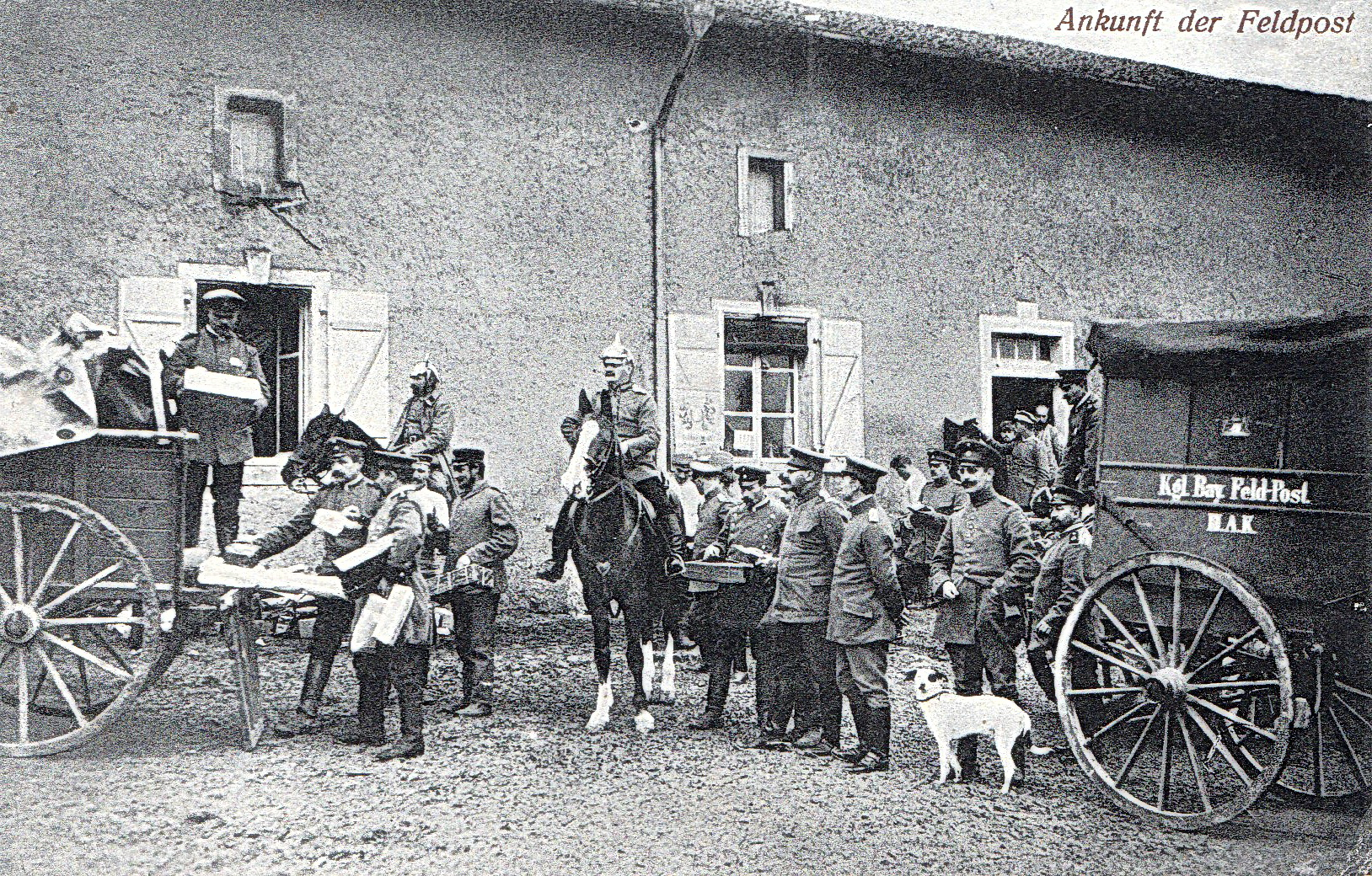
Königlich Bayerische Feldpost im Felde während des Ersten Weltkrieges

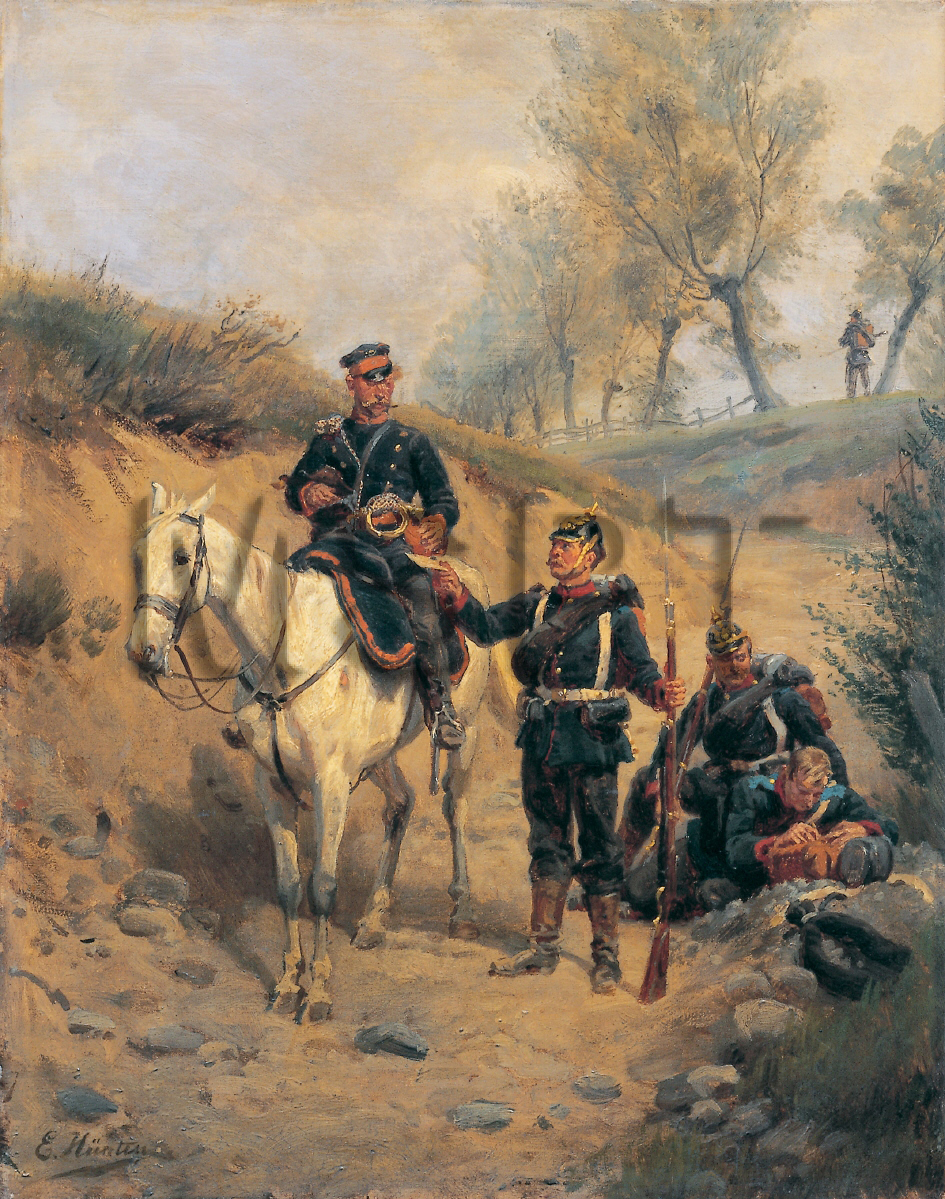
Feldpost, Gemälde von Emil Hünten, 1872

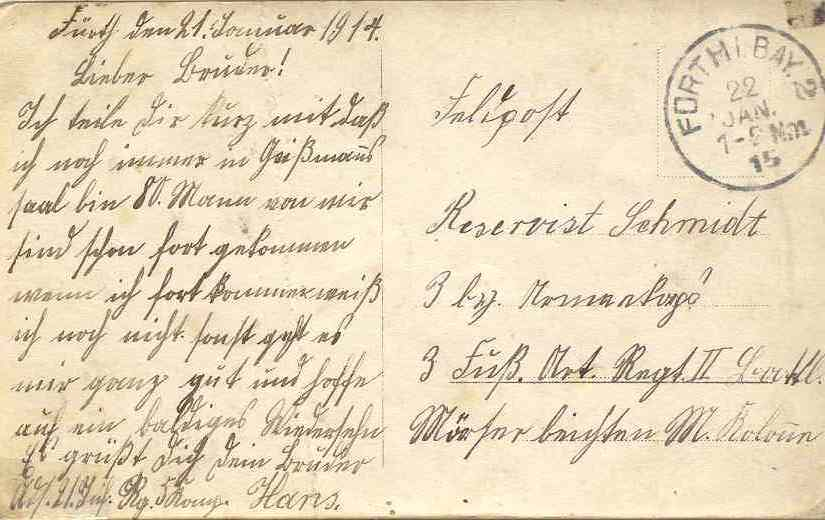
Feldpost aus dem Ersten Weltkrieg (22. Januar 1915) mit verschriebenem Datum

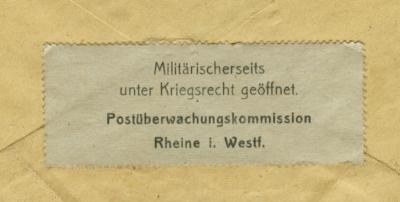
Feldpostbrief geöffnet und wieder versiegelt von der Postüberwachungskommission (Rückseite Briefumschlag 16. September 1918)

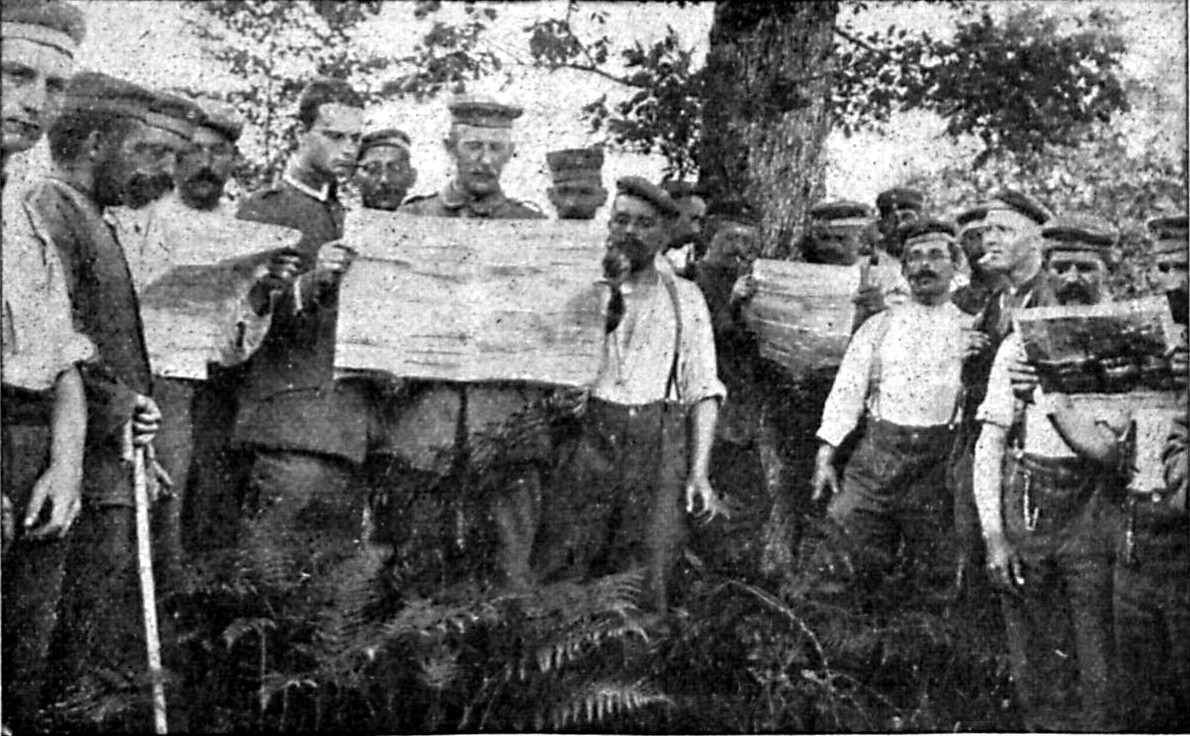
Die Lübeckischen Anzeigen sandte täglich ihre Ausgaben an ihr Regiment ins Feld

Bereits im Altertum und im Mittelalter finden sich Anfänge einer Nachrichtenbeförderung im Krieg. Eine eigentliche Feldpost entwickelte sich aber erst seit dem 18. Jahrhundert in Preußen infolge der zahlreichen Einsätze, insbesondere im Siebenjährigen Krieg. Zu Beginn des Bayerischen Erbfolgekrieges 1778 wurde eine umfassende Instruktion ausgearbeitet und während der Koalitionskriege befanden sich bei den Armeen ebenfalls Feldpostämter. 1813/1814 hatte Preußen z. B. drei Feldpostämter mit 27 Sekretären, vier Briefträgern und 79 Postillonen. Die Beförderung dauerte allerdings recht lange: Zwischen Berlin und Paris brauchte ein Brief zwölf Tage.
Durch den Fortschritt in der Transport- und Kommunikationstechnik (Eisenbahn und Telegraf) kam es auch zu einer umfassenden Reorganisation der Feldpost. Die Leistungen erhöhten sich infolgedessen bedeutend. Während des Deutschen Krieges 1866 etwa wurden mehr als 30.000 Briefe von und nach der Armee durch die preußische Feldpost befördert. Die in diesem Krieg gesammelten Erfahrungen führten zu einer Umgestaltung der Feldposteinrichtungen: Außer Feldpostämtern für jedes Armeekorps und den Feldpost-Expeditionen (Büros) für die Divisionen wurden nun auch besondere Etappen-Postdirektionen eingerichtet, die Postverbindungen für die sich bewegenden Armeen herzustellen und nach den wechselnden Bedürfnissen anzupassen hatten.
Der Deutsch-Französische Krieg 1870/1871 war dann gewissermaßen ein Testfall für die neue Feldpost, die Generalpostmeister Heinrich von Stephan ausgearbeitet und umgesetzt hatte. Die norddeutsche Feldpost bestand während dieses Krieges aus 77 Feldpostanstalten mit 292 Beamten, 202 Unterbeamten, 294 Postillonen, 869 Pferden und 188 Fahrzeugen. Bei den sechs Sammelstellen an der französischen Grenze strömten die Postsachen aus Deutschland vor ihrer Weiterleitung an die Truppenteile zusammen. Nur hier waren die geheim zu haltenden Bewegungen der großen Truppenkörper bekannt und die Sendungen konnten von der Sammelstelle aus auf dem richtigen Leitweg zugestellt werden. Feldpostrelais, Feldpoststationen und Packereidepots führten dann bis in das Zentrum der einzelnen Truppenteile.
Für das Hauptquartier war eine besondere Postverbindung eingerichtet, die den Eisenbahnweg nutzte und dafür sorgte, dass die Post zwischen Berlin und Paris innerhalb von 24 Stunden ausgeliefert werden konnte. Da sich die Operationen während des Krieges auf ein Gebiet von über 170.000 km² erstreckten, waren 411 Feldpostanstalten nötig, um die mehr als 90 Millionen Briefe, 2,5 Millionen Zeitungen und 2 Millionen Pakete zu befördern.
Die jeweils aktuelle Dienstordnung der Feldpost gehörte zur Mobilmachung und wurde deshalb seinerzeit geheim gehalten.
Aufgrund der fortschreitenden Technik und der Verfügbarkeit von Kameras im 20. Jahrhundert entwickelten sich sowohl Film als auch Fotografie im Ersten Weltkrieg zu zentralen Medien der Berichterstattung, was sich auch auf die versendete Feldpost auswirkte. Der Erste Weltkrieg erweist sich als erster Krieg, in dem Momentaufnahmen des Krieges und Bilder der Zerstörung in großer Anzahl und regelmäßig auf Fotografien und (Feld-)Postkarten festgehalten wurden. Von Sehenswürdigkeiten und zerstörten Städten, abgeschossenen feindlichen Fliegern oder toten Soldaten über propagandistische Bildpostkarten bis hin zu („harmlosen“) Festtagskarten zeigen die im Ersten Weltkrieg versendeten Bildpostkarten ein breites und vielschichtiges Informations- und Deutungsspektrum. Auch die in den Feldpostkarten und -briefen behandelten Themen zeigen eine Funktion, die weit über den einfachen Austausch von Information hinausgeht: Feldpostbriefe und Feldpostkarten erfüllten eine Reihe überaus wichtiger psychologischer und sozialer Funktionen für die sich im Krieg befindlichen Soldaten. So waren diese auch für die Angehörigen daheim sehr wichtig, besonders dann, wenn diese mehr Informationen über den Krieg lieferten als die offiziellen Kriegsdepeschen. Ein außergewöhnliches Beispiel dafür ist die Schulchronik des Lehrers Heinrich Hassenfratz (1860–1928) aus Hainstadt (heute Breuberg). Er bat seine Schüler, die als Soldaten im Ersten Weltkrieg in Europa verstreut waren, ihm Briefe „von der Front“ zu schreiben. Diese nahm er dann in die Schulchronik Hainstadt auf. Die Briefe sind geradezu ein Beispiel für antipropagandistische Berichterstattung, die nüchtern den düsteren Alltag der „Vaterlandshelden“ wiedergeben. Allerdings kann man auch den Briefen entnehmen, dass den Soldaten sehr wohl bewusst war, dass ihre Familien zuhause unter den Folgen ihrer Abwesenheit zugrunde gingen.